# داريل كوري
داريل كوري (بالإنجليزية: Darrell Currie)‏ هو صحفي بريطاني، ولد في 1982 في غلاسكو في المملكة المتحدة.